# Acta Sanctorum

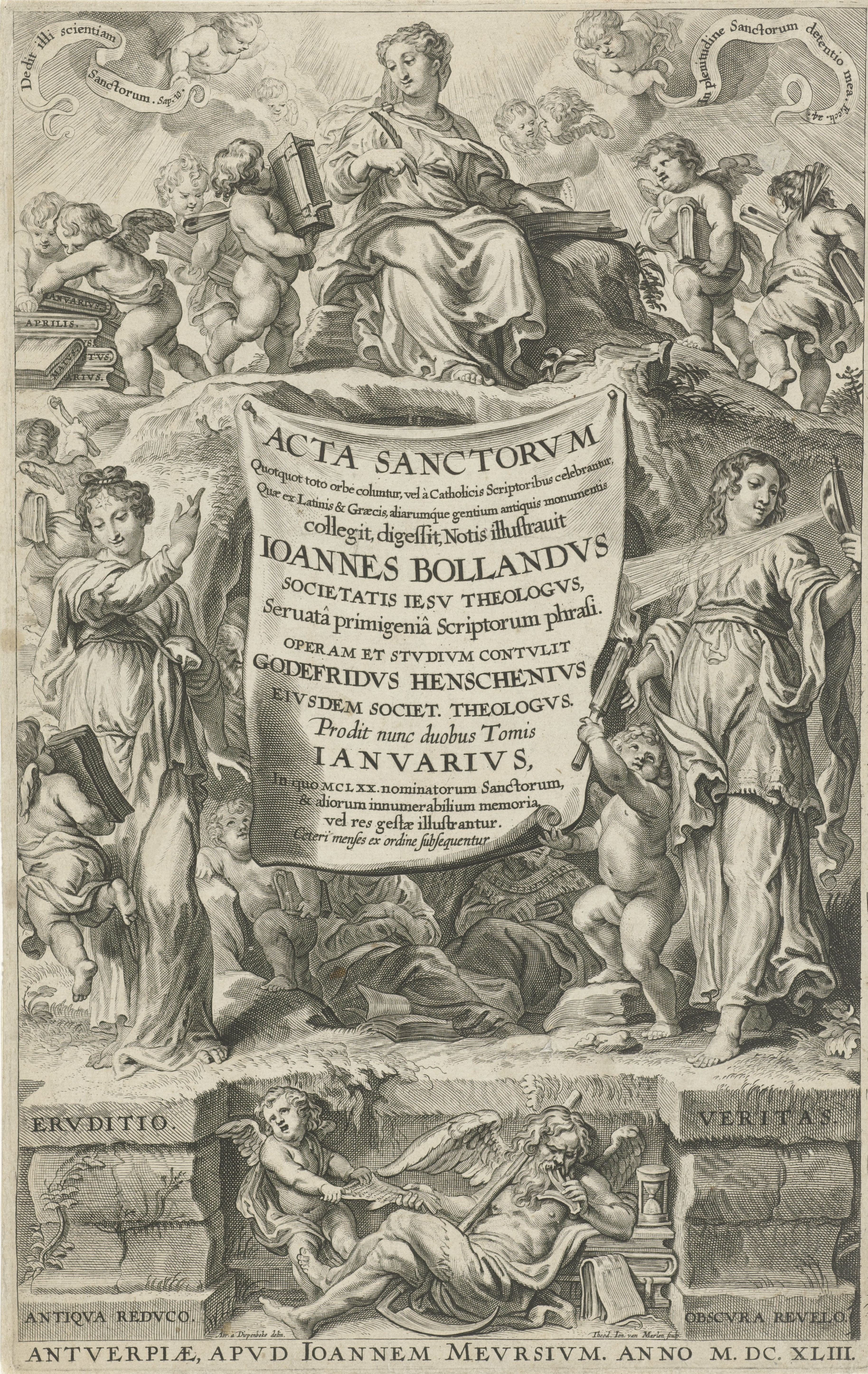
Acta Sanctorum (IANUARIUS 1643)

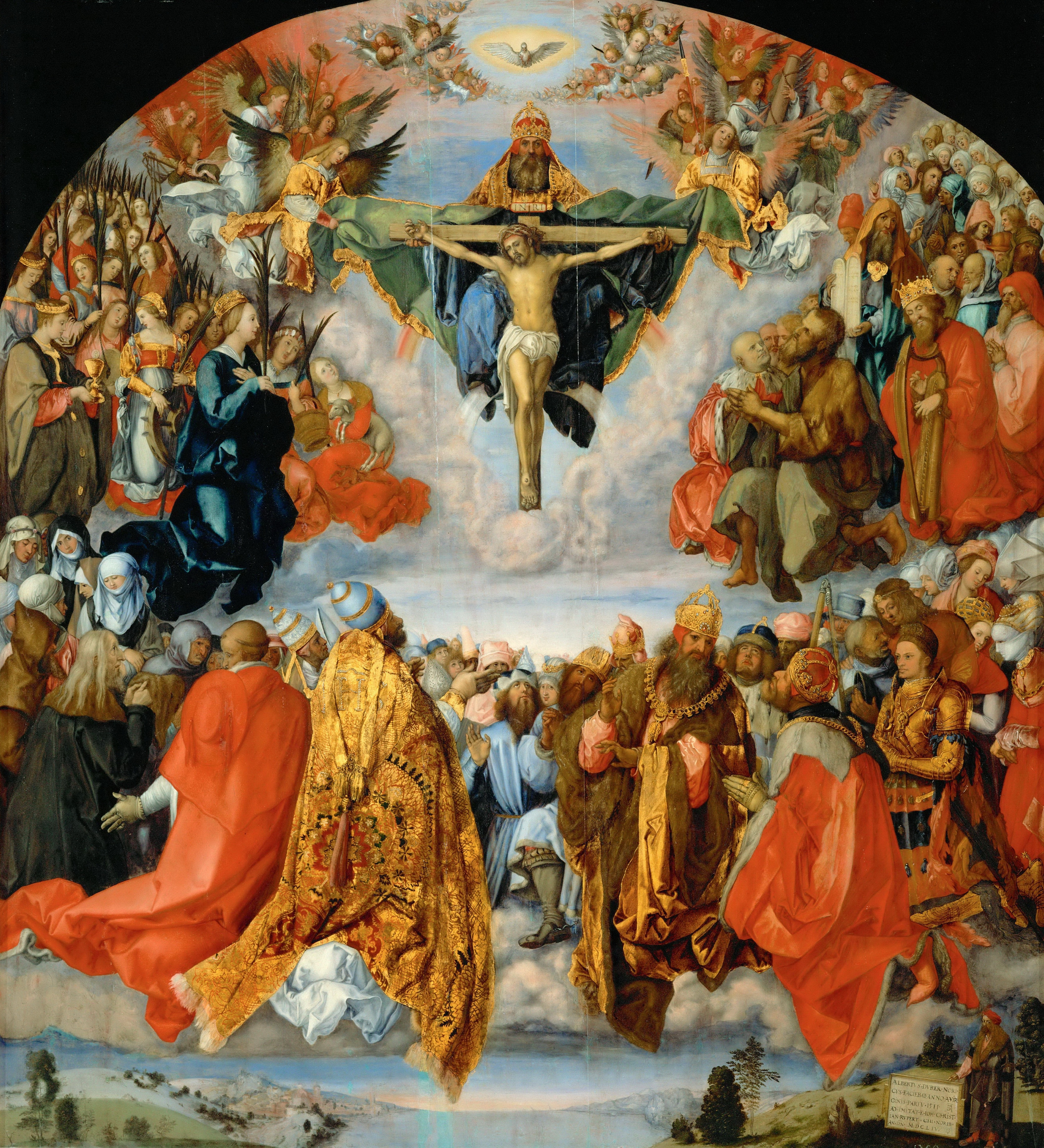
Congregación de los santos y de los arcángeles en el cielo, por Albrecht Dürer.

Acta Sanctorum, o las Actas de los Santos, es la mayor recopilación de textos hagiográficos. Sigue un esquema según el orden del calendario, con textos reunidos y editados por un grupo de jesuitas, agrupados en una asociación llamada los bolandistas, por el nombre de su fundador.

## Historia
La idea inicial, partió del padre Heribert Rosweyde, de Amberes, que concibió el proyecto de investigar sistemáticamente y publicar las vidas manuscritas de los mártires y santos, desconocidas en su mayor parte y dispersas en diversas bibliotecas de Bélgica y de toda Europa. Con este fin, trazó las líneas de trabajo y el plan a seguir en un opúsculo titulado Fasti sanctorum quorum vitae in Belgicis bibliothecis manuscriptae asservatur, en 1607. Esta obra, junto con la publicación de un conjunto de vidas de monjes (Vitae patrum en 1615), extraídas de 25 manuscritos y cotejadas con 20 ediciones conocidas en aquel momento, son consideradas como la primera piedra de las actas de los santos. A raíz de la muerte del padre Rosweyde, acaecida en 1629, el padre J. Bolland reemprendió la labor, modificando el proyecto de su predecesor, al extender el estudio a los santos de los que, no poseyendo textos biográficos, se pudiera contar con testimonios acerca de su culto. Desechó además la idea de publicar las vidas separadas de la discusión crítica hagiográfica, prefiriendo considerar la figura del santo como un todo orgánico, con introducción, textos y comentario. Con ayuda del padre G. Henschen (o Henskens) consiguió llevar a término el estudio de los santos de los 15 primeros días de enero, publicando los dos primeros tomos de las actas de los santos en 1643. Afortunadamente para los dos jesuitas, se unió a ellos un tercer colaborador, el padre D. Papenbroeck (o Papebroch), «el mayor ingenio de los bolandistas», que trabajó intensamente en los santos de marzo y prosiguió con admirable energía hasta los de junio, logrando, junto con sus colegas, la publicación de 19 tomos de las actas de los santos.

### Época post Bolland
El padre Bolland murió en 1665, por lo que la obra prosiguió bajo la dirección de otros jefes (seniores), entre los que destaca el padre Du Sollier (desde 1702) conocido por el volumen sobre el Martyrologium Usuardi, que apareció como suplemento a los volúmenes de junio; la recopilación aumentó posteriormente, llegando hasta agosto, haciéndose algo pesada por las prolongadas disquisiciones sobre los textos, en general menos cuidadas y que debilitan críticamente esta parte de la colección. Bajo la dirección del padre Stilting, todavía durante el siglo XVII, las actas de los santos lograron avanzar hasta el primer tomo de octubre, resintiéndose desfavorablemente de las vicisitudes de la comunidad, en la que, o por falta de salud o de vocación hacia la investigación, se fueron sucediendo los padres con excesiva frecuencia.

### Supresión de la Compañía de Jesús

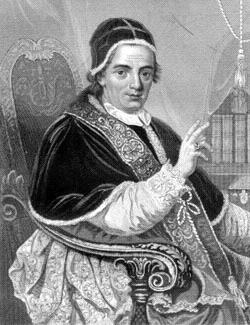
El Papa Clemente XIV

A finales de siglo, la supresión de la Compañía de Jesús por Clemente XIV (21 de julio de 1773) tuvo graves repercusiones en la sociedad de los bolandistas. Estos debieron trasladarse a la abadía de Caudenberg en Bruselas; traslado que causó pérdidas y dispersiones de la biblioteca, hasta el punto de que, sólo con un gran esfuerzo, pudo publicarse el tomo IV de octubre. La nueva sede fue clausurada al poco tiempo y la casa y la obra fueron suprimidas el 1 de noviembre de 1788. Los bolandistas trataron de salvar los manuscritos, la biblioteca y la imprenta vendiéndoselas a los monjes premonstratenses de la abadía de Tongerloo, en la que se refugiaron.

### Época moderna
Al terminar la Revolución francesa, que agravó la dispersión y ruina de la obra, se hicieron gestiones con vistas a reemprenderla; en Francia, bajo el ministro Guizot, se proyectó la fundación de una sociedad hagiográfica con el propósito de dar fin a la publicación de las actas de los santos en 1850. Reacciones y protestas de los ambientes belgas tuvieron como consecuencia la reconstitución de la sociedad de los bolandistas en Bruselas, que se alojó en el Colegio de San Miguel en 1875.
Esta fase de renacimiento está dominada por la figura del padre V. de Buck (1817-1876), experto arqueólogo y teólogo del concilio Vaticano I, que supo imprimir al trabajo un ritmo vigoroso y favoreció los estudios e investigaciones especiales, destinadas a completar las actas de los santos, por ejemplo, la edición crítica del Martirologio jeronimiano. La llegada del padre De Smedt en 1876 supuso un giro decisivo en la historia de la obra. Los últimos tomos del mes de noviembre, por ejemplo el quinto y el que contiene un comentario al Martirologio jeronimiano, son el fruto de la nueva dirección, bajo la cual las actas de los santos, por lo riguroso de la investigación y la seriedad crítica, pasan a figurar entre las obras más importantes de la crítica histórica contemporánea. El padre H. Delehaye fue un digno sucesor; ingresó en la asociación en 1891 y la dirigió como senior durante el trentenio 1911-1941. Su labor científica comprende los tomos de noviembre, numerosas investigaciones diseminadas en las Analecta Bollandiana, memorias y escritos diversos (más de 100), reunidas posteriormente en Mélanges d'hagiographie grecque et latine en 1966; y sobre todo una serie de estimables monografías acerca de los más profundos problemas hagiográficos, que comprenden nueve volúmenes de la colección Subsidia hagiographica, entre los que destacan los consagrados al origen del culto a los mártires, y a las leyendas hagiográficas (Actas de los mártires).

## Método de trabajo
Todos los bolandistas son miembros de la Compañía de Jesús que, a la comunidad de vida religiosa, unen el trabajo y la investigación en equipo en una misma casa. La jerarquía de los asociados tiene a la cabeza un jefe como primus inter pares (senior), ayudado por un procurador y un bibliotecario.
La organización del trabajo adoptó un método capaz de garantizar la publicación regular de las actas de los santos. En el primer periodo, el estudio de los santos se limitó a la hagiografía griega y latina, dejando por el momento la oriental en otras lenguas. El material era inmenso: 9.000 textos latinos, ya publicados y anotados, para someter a análisis; 1900 griegos aún por examinar, junto con otras recopilaciones y colecciones de hagiografía, como calendarios, martirologios, sinaxarios, menologios, pasionarios y legendarios. Además convenía ampliar el conocimiento de los textos consultando los impresos y manuscritos existentes fuera de Bélgica. Por esta razón los padres Henschen y Papenbroeck emprendieron en 1660 un largo viaje por Alemania, Italia y Francia, deteniéndose especialmente en Roma, donde pudieron consultar, además de las bibliotecas Vaticana y Valliceliana, numerosas colecciones particulares. En este viaje al que siguieron otros en 1668, 1752, y otros. pudieron reunir abundante material transcribiendo escritos en parte o en su totalidad, con la ayuda de expertos para los textos griegos. Así consiguieron más de 400 copias de manuscritos que enriquecieron los fondos de la biblioteca, repertorios y abundante correspondencia informativa.
El orden del trabajo y la redacción de las actas de los santos procedían así: se elaboraba en primer lugar una lista de los santos conmemorados en cada uno de los días del calendario, investigando exhaustivamente los martirologios y documentos litúrgicos, y eliminando las conmemoraciones repetidas o equivocadas y los santos duplicados o fuera de lugar. Se confeccionaban después dos listas: una de los santos del día y otra de los praetermissi (omitidos), es decir, de los santos que se trasladaban a otro día o cuyo estudio se difería por falta de documentación. Luego se escribía la vida del santo, extrayéndola de los documentos (acta pasiones, vitae), y redactando una edición crítica: durante el primer periodo los bolandistas se limitaron a seleccionar el texto mejor entre los pocos disponibles. Las acta en lengua griega se presentaron en una traducción latina, ya existente o realizada por ellos mismos, para los santos de los dos primeros meses del año, ya que sólo en los tomos de marzo aparecieron los textos originales. Cuando faltaban los documentos biográficos se estudiaba la figura del santo, usando todo el material reunido referente a su historia y culto (sylge critica). Los textos iban acompañados de un comentario (commentarius previus) que trataba del autor, época, lugar y autenticidad.

## Ediciones
Tanto por el método, como por su valor crítico, la colección merece ser dividida en dos partes, correspondientes a dos épocas diversas.

### Primera época
Transcurre de 1643 a 1883 y comprende los tomos de los meses enero a octubre, que mantienen una relativa uniformidad, aunque el valor de estas páginas no es del todo homogéneo, resultando en ocasiones pesadas por causa de las disquisiciones eruditas y no siempre pertinentes. En general, la parte del commentarius, dedicada al culto del santo y que reúne los testimonios litúrgicos y monumentales o de cualquier otro tipo relacionados con la llamada gloria póstuma del santo, resultan todavía hoy de gran utilidad.

### Segunda época
Desde 1883 a la actualidad, comprende los cuatro tomos de noviembre, en los cuales vienen estudiados los santos de los 10 primeros días del mes. Este grupo ha sido estudiado de acuerdo con los nuevos principios de crítica hagiográfica que introdujo el padre De Smedt en 1876:
- Publicar todos los textos hagiográficos localizables, prescindiendo de su valor histórico; este principio había sido ya enunciado anteriormente, pero nunca había entrado en vigor.

- La edición crítica debe basarse en el conocimiento científico y el análisis de todos los manuscritos, y debe tener en cuenta su origen y grupo, aplicando los criterios de la moderna crítica de textos.

Se ha señalado que parecen pocos los cuatro tomos de noviembre, los únicos publicados en la época neobolandista; pero ello se explica si se tiene en cuenta la cantidad de trabajo que tales exigencias críticas amontonan sobre la mesa de los bolandistas, de lo que se deriva la aparente lentitud de la publicación. También se ha señalado que el orden del calendario, estudiando las figuras aisladas, no parece responder a una mentalidad crítica y obliga además a repetir los temas y problemas hagiográficos cada vez que éstos se presentan, en lugar de haber sido tratados en conjunto, una sola vez o, al menos, en el contexto más amplio de grupos de santos, pertenecientes al mismo periodo o a un área hagiográfica común. Esta observación, aun siendo justificada, no puede variar el método, ya emprendido, de proceder según el orden del calendario. Además todavía no es posible una consideración global de muchos problemas hagiográficos, de los que no se tienen los conocimientos particulares indispensables para cualquier labor de síntesis. Por el contrario, el estudio de las figuras aisladas de los santos, tiene la ventaja de proporcionar los materiales necesarios para un futuro estudio global.

## Otras publicaciones
El aumento del material de estudio que supuso la nueva metodología del padre De Smedt multiplicaba el trabajo, haciendo más lenta la impresión de las actas de los santos. Las investigaciones especiales proporcionaron sin embargo importantes resultados que, si bien no podían ser incluidos en las actas de los santos, merecían por otra parte ser conocidos. Surgió así en 1882 Analecta Bollandiana, publicación periódica destinada a recoger ensayos críticos, investigaciones parciales, textos inéditos y anotaciones diversas que, como un anticipo del contenido de las actas de los santos, ofrecían material auxiliar y básico y constituían, por sí mismos, una sustancial contribución a la ciencia hagiográfica. Por el mismo motivo surgieron otra serie de iniciativas científicas y editoriales. Se publicaron numerosos catálogos de códices hagiográficos de las bibliotecas de Bruselas, París y Roma (Catalogi codicum hagiographicorum); se redactó una valiosa lista de textos hagiográficos (Bibliotheca hagiographica latina, graeca, orientalis); finalmente se han publicado también algunos estudios monográficos que constituyen la colección Subsidia hagiographica.

## Crítica hagiográfica

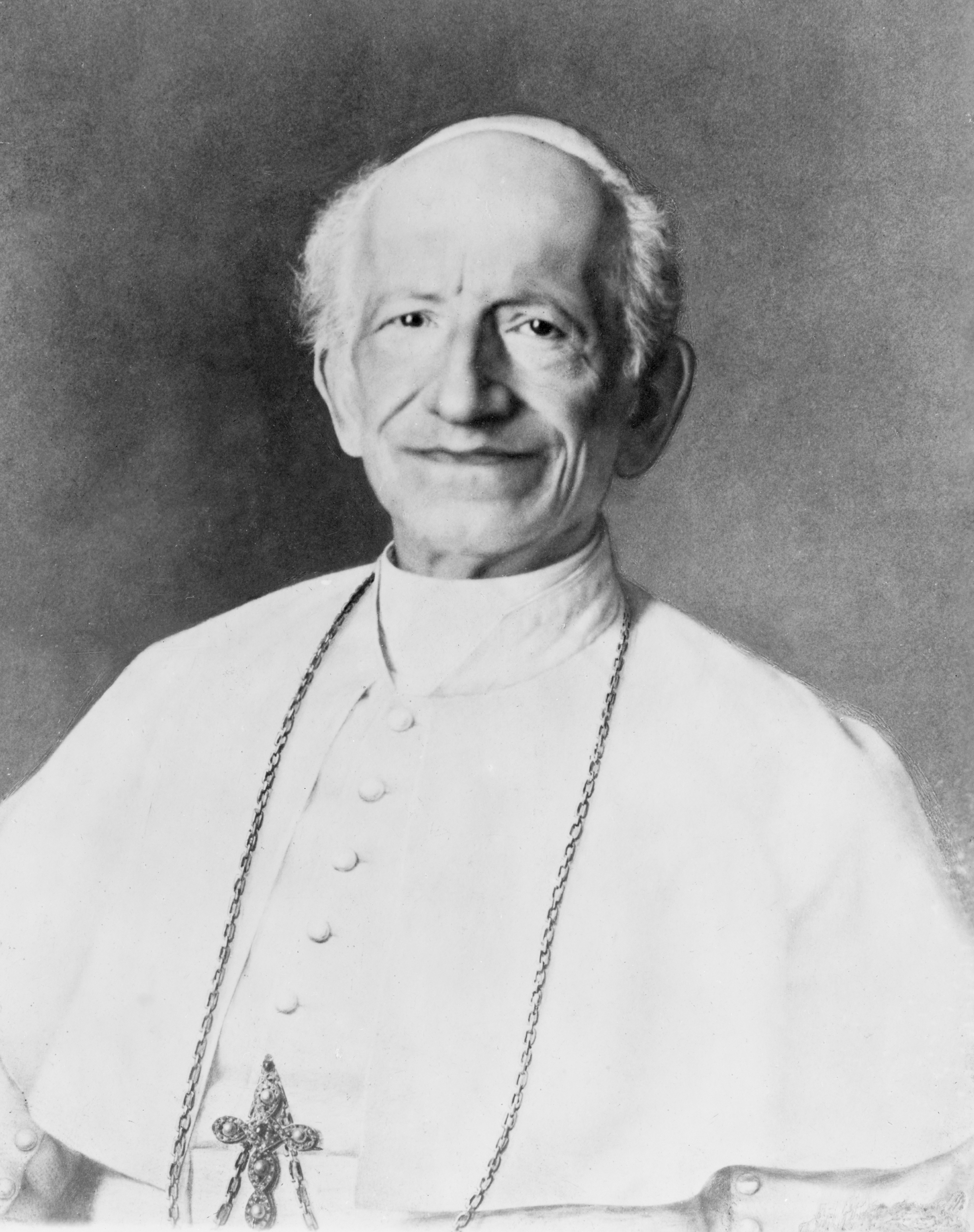
Papa León XIII, que dio importantes directrices para orientar la investigación hagiográfica

Corresponde a los bolandistas el mérito de haber dado forma a esta ciencia. Nacidos y organizados durante el siglo XVII en Francia, Bélgica, España e Italia, sufrieron las características de la época y se resintieron de la debilidad de la crítica de entonces. Sin embargo, comprendieron la dificultad de su empresa llena de exigencias y necesidades contrapuestas: por una parte, seleccionar y entresacar lo auténtico de la intrincada selva de leyendas, tradiciones y cultos abusivos, desordenada y arbitrariamente desarrollados, acerca del sepulcro y reliquias de los mártires; por otra, llevar a cabo tal operación sin ofender los sentimientos, estratificados con el curso del tiempo, de la fe y devoción populares.
A partir de la introducción en la hagiografía de los principios críticos historiográficos, los textos literarios, los testimonios del culto, los monumentos iconográficos y litúrgicos sufrieron una criba y valoración conforme al programa enunciado en aquel momento por León XIII a los estudiosos de temas históricos (18 de agosto de 1883): nihil falsi audeat, nihil veri non audeat. La aplicación de este método ha podido dar la impresión de una crítica exagerada (hipercrítica) o de una especie de corriente iconoclasta que se abatiera sobre la devoción del pueblo hacia los santos, sin embargo, para la ciencia hagiográfica es inadmisible la aceptación crédula y acrítica de todas las historias y tradiciones populares referentes a los santos, pues, según ella, se corre el riesgo de confundir religión con superstición. Con el fin de dotar definitivamente a la investigación hagiográfica de un método seguro, H. Delehaye ha establecido que deben correlacionarse los estudios sobre los textos literarios con las investigaciones referentes a los documentos del culto, aplicando el criterio según el cual la existencia de antiguos testimonios de veneración es de importancia fundamental, aunque no exclusiva en orden a la autenticidad del mártir. Se trata de la doctrina llamada de las coordenadas hagiográficas, cronología y topografía que, cuando pueden ser establecidas con seguridad, fijan en la historia la figura del santo.
Mediante un procedimiento semejante es posible llegar a encontrar los orígenes del culto. Hasta los s. IV y s. V la celebración de un mártir o de un santo, limitada por lo general al ámbito de la iglesia local, se fijaba en el día del aniversario de su muerte (depositio, dies natalis) y se señalaba en el calendario, indicando el lugar donde se llevaba a cabo la conmemoración, el mes y el día: así se hacía en Roma, Cartago y otras Iglesias durante el s. III. Posteriormente, durante los s. V y s. VI, dichas celebraciones se reunieron en el Martirologio jeronimiano, que incluyó numerosos calendarios locales procedentes de Italia, África, España y la Galia, que han llegado así hasta nosotros. De esta manera cuando, sobre la base de los documentos, la hagiografía logra recomponer los datos antiguos del culto, podemos afirmar que la auténtica figura del mártir queda también reconstruida.
En resumen, la crítica hagiográfica practicada en las actas de los santos analiza los diversos testimonios acerca de un mártir o santo con el objeto de llegar a conocer la antigüedad de su culto, derivando de ella, al mismo tiempo, su autenticidad. No siempre los testimonios concuerdan y a menudo los textos literarios utilizados pueden prevalecer sobre los datos referentes al culto. Pero las «historias de los santos» que hallamos en tales textos, no deben confundirse con la documentación, como tampoco el carácter legendario de las pasiones está en contraposición con el valor histórico del santo: la historicidad del mártir no depende necesariamente de la autenticidad de los documentos.